# ماريانو باريديس (سياسي)
ماريانو باريديس (بالإسبانية: Mariano Paredes y Arrillaga)‏ هو سياسي مكسيكي، ولد في 7 يناير 1797 في مدينة مكسيكو في المكسيك، وتوفي بنفس المكان في 7 سبتمبر 1849. حزبياً، نشط في حزب المحافظين. وقد انتخب رئيس المكسيك (31 ديسمبر 1845 – 28 يوليو 1846).